# Bors Károly
Bors Károly (Kunszentmiklós, 1906. február 24. – Budapest 1975. december 3.) Kossuth-díjas magyar tervező- és kultúrmérnök.

## Életútja
Értelmiségi családból származott: Apja: id. Bors Károly, anyja Kovács Ilona. Elemi iskoláit szülővárosában, a középiskolát Budapesten végezte, az Eötvös József Gimnáziumban érettségizett, 1927-ben. 1929-ben a Műegyetem hallgatója lett, kultúrmérnöki diplomáját 1933-ban vette át. Oltay Károly ajánlására a Süss Nándor Finommechanikai és Optikai Részvénytársaság (később: Magyar Optikai Művek) alkalmazottja lett. Gyors előmenetellel 1934-ben már a mérőteremben dolgozott. Ezt követően a laboratórium tudományos majd a műszerszerkesztés munkatársa. 1945 a konstrukciós irodán exportálható műszerek tervezésén dolgozott. Később ugyanennek a részlegnek a vezetője lett. 1952-től meghívott előadója volt a Mérnök Továbbképző Intézetnek.
Vezető tervezője volt az 1956-ban piacra került "MF" később "MA" típusjelű távcsöves vonalzó és mérőasztal felszerelésnek. A cég a gyártmányból több ezer darabot értékesített, többek között Ázsiába és Dél-Amerikába is. A műszert rátét-távmérővel kiegészítve még a XXI. század első évtizedében is használják.

## Díjai
- A Brüsszeli világkiállítás nagy díja
- Kossuth-díj (1958)
- Műszaki tudományok kandidátus (1959)

## Méltatása
"A MOM az 50-es évek második felében az MF mérőasztal-felszereléssel vált korszerű geodéziai műszergyárrá. Ez az akkor éppen jó barát Kínai Népköztársaság igényeinek kielégítésére készített műszer, tangens-osztású üvegkörével, kettős leképzésű távcsövével és korszerű finommechanikai megoldásaival Bors Károly (később Kossuth-díjas) főkonstruktőr nehéz körülmények (ÁVO-ellenőrzés) között végzett céltudatos munkájának eredményeként a II. világháború előtti ezüstkörös korszakból szinte egy csapásra világszínvonalú gyárrá emelte a MOM-ot."

## Művei
- Hibaelmélet, és a méretellenőrző műszerek jellemzői.
- 80 éves a Magyar Optikai Művek (Geodézia és Kartográfia, 1956).